# Burj Islam
Burj Islam (tiếng Ả Rập: برج اسلام) là một ngôi làng ở phía tây bắc Syria, một phần hành chính của Tỉnh Latakia, nằm ở phía bắc Latakia. Các địa phương gần đó bao gồm Salib al-Turkman ở phía bắc, al-Shabatliyah ở phía đông bắc, Ayn al-Bayda ở phía đông và al-Shamiyah ở phía nam. Theo Cục Thống kê Trung ương Syria, ngôi làng có dân số 5.652 trong cuộc điều tra dân số năm 2004. Cư dân của nó chủ yếu là người Hồi giáo Sunni từ dân tộc Turkmen.
Ngôi làng là một khu nghỉ mát mùa hè nổi tiếng với một bãi biển đá trắng.